# Aptenocanthon speewah
Aptenocanthon speewah là một loài bọ cánh cứng trong họ Bọ hung (Scarabaeidae).